# رخصة القيادة في بولندا

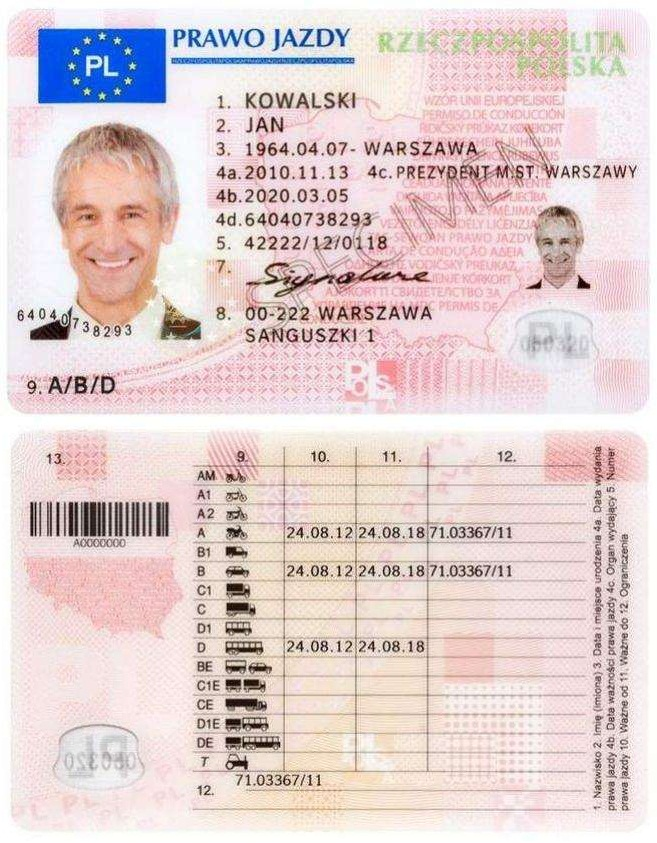

رخصة القيادة في بولندا (بالبولندية:prawo jazdy) هي وثيقة تصدرها الوكالة الحكومية ذات الصلة، أو الحكومة الإقليمية أو المحلية، وتؤكد حقوق صاحبها في قيادة السيارات.

## تاريخ القيادة في بولندا
مع إعلان الاستقلال في عام 1918، تم إصدار أول التراخيص البولندية. في عام 1921 تم إصدار أول قانون للطرق السريعة البولندية.
في بولندا اليوم تحدد شروط الاستحقاق بموجب قانون 20 يونيو 1997 - قانون المرور على الطرق (Ustawa Prawo o Ruchu Drogowym).
يتم إنتاج التراخيص في بولندا من قبل أعمال الطباعة الأمنية البولندية (Polska Wytwórnia Papierów Wartościowych).

## اقرأ أيضاً
جواز سفر بولندي